# 保罗·埃尔利希
保罗·埃尔利希（德語：Paul Ehrlich，發音：[ˈpaʊl ˈʔeːɐ̯lɪç] ⓘ；1854年3月14日—1915年8月20日；旧译欧立希），德国细菌学家、免疫学家。較為著名的研究包括血液學、免疫學與化學治療。他最重要的成就之一是在1909年找到了治療梅毒的方法，並發明了革蘭氏染色細菌的前體技術。他開發的組織染色方法使區分不同類型的血細胞成為可能，從而能夠診斷出多种血液疾病。
埃利赫預測了自體免疫的存在，並稱之為「恐怖的自體毒性」（horror autotoxicus）。

## 生平
1854年3月14日，保罗·埃尔利希出生於西里西亞的一個猶太家庭，1883年結婚。
1910年埃爾利希與他的日本助手秦佐八郎，发现了治疗梅毒的砷凡纳明（第六〇六號化合物，即二氨基二氧偶砷苯）。可穿入人體的特定部位，殺死引起梅毒的螺旋体，成為在青霉素出现之前治疗梅毒的特效藥。
在免疫学上，他创立了“侧链学说”，为传染病的诊断、治疗和预防提供一些使用方法。
1908年与俄國學者梅契尼科夫在免疫性研究上的工作共同获诺贝尔生理学或医学奖。1915年8月20日病逝。